# Cantone di Charente-Vienne
Il Cantone di Charente-Vienne è una divisione amministrativa dell'arrondissement di Confolens.
È stato costituito a seguito della riforma approvata con decreto del 20 febbraio 2014, che ha avuto attuazione dopo le elezioni dipartimentali del 2015.

## Composizione
Comprendeva inizialmente 29 comuni, diventati poi i seguenti 28 dal 1º gennaio 2016 per la fusione del comune di Saint-Germain-de-Confolens con quello di Confolens:
- Abzac
- Ambernac
- Ansac-sur-Vienne
- Brigueuil
- Brillac
- Chabanais
- Chabrac
- Chassenon
- Chirac
- Confolens
- Épenède
- Esse
- Étagnac
- Exideuil
- Hiesse
- Lessac
- Lesterps
- Manot
- Montrollet
- Oradour-Fanais
- La Péruse
- Pleuville
- Pressignac
- Saint-Christophe
- Saint-Maurice-des-Lions
- Saint-Quentin-sur-Charente
- Saulgond
- Suris